# Louis Galau
Louis Galau, né le 8 août 1840 à Mouzieys-Panens et mort le 31 janvier 1924 à Épinay-sur-Orge, est un charron et militant anarchiste français. Il est surtout connu pour son importance au sein du mouvement anarchiste en France et pour avoir été considéré comme l'un des anarchistes « les plus dangereux » de France pendant la période connue sous le nom d'Ère des attentats (1892-1894). 
Né dans le Tarn, Galau rejoint les groupes anarchistes de Saint-Ouen et des banlieues nord de Paris pendant la Belle Époque. Il se rapproche alors d'un certain nombre d'anarchistes, comme Charles 'Biscuit' Simon et rencontre Ravachol à Saint-Denis avant le début de ses attentats, qui lancent une période connue sous le nom d'Ère des attentats (1892-1894). Galau est, avec sa famille et ses sept enfants, une figure du mouvement anarchiste pendant la période, étant visé à de très nombreuses reprises par des arrestations et des perquisitions, généralement infructueuses ou insuffisantes pour le faire condamner. En 1894, accusé d'avoir participé à l'ouverture d'un coffre fort que lui fournissent les illégalistes Alfred et Émile Spannagel, il est maintenu en détention provisoire sept mois, avant d'être acquitté. Il échappe de manière générale à toute lourde condamnation, est condamné à trois mois de prison en 1906 pour avoir apostrophé des soldats, puis cherche à renouer le contact avec certains de ses fils. Il meurt en 1924 à Épinay-sur-Orge.
Sa photographie policière fait partie des collections du Metropolitan Museum of Art (MET).

## Biographie
Louis Galau naît le 8 août 1840 à Mouzieys-Panens, dans le Tarn,. Il s'installe dans les banlieues nord de Paris et plus précisément à Saint-Ouen, et rejoint le mouvement anarchiste,. Dans ces banlieues, les groupes anarchistes sont marqués par une participation ouvrière importante et un radicalisme notable ; ils sont alors une jeunesse anarchiste radicale et fort soutiens de méthodes comme la propagande par le fait ou la reprise individuelle.

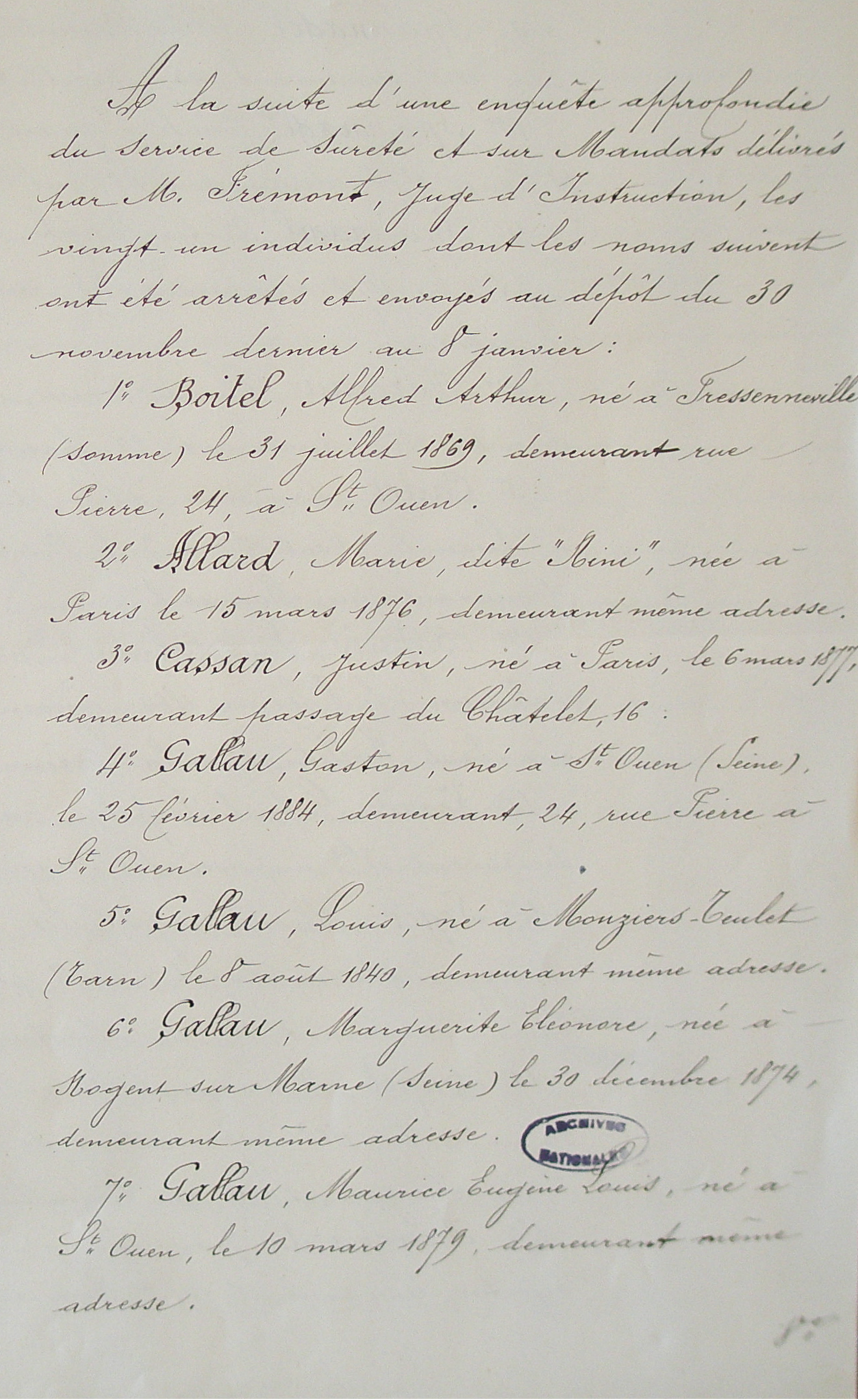
La famille Galau dans un rapport des autorités françaises (Archives nationales - F7 12723 - courtoisie dArchives anarchistes)

En 1892, avec son fils Charles Galau, il assiste aux réunions du groupe international anarchiste,. Les deux sont aussi très liés à Charles 'Biscuit' Simon et Gustave Mathieu - Louis connaît aussi Ravachol personnellement lorsque celui-ci passe à Saint-Denis avant le début de ses attentats,. Lorsque ce groupe formé autour de Ravachol s'engage dans ses attentats, visant, entre autres, Edmond Benoît, il est placé sur une liste de cinquante anarchistes considérés comme les « plus dangereux » du pays.
Le 22 avril 1892, Galau est perquisitionné - sans succès pour les autorités - avec son fils et mis en arrestation pour association de malfaiteurs avec la bande responsable des attentats,. Il reste deux semaines en prison puis est libéré,. Il se revendique alors comme anarchiste mais membre d'aucun groupe précis.
L'année suivante, il est toujours suspecté de participer à des attentats et est perquisitionné en février 1893, sans succès,. L'anarchiste est perquisitionné une nouvelle fois le 30 mai 1893, par une vingtaine de policiers qui y recherchent des engins explosifs. La perquisition est aussi motivée par le fait que Galau accueille de nombreux compagnons chez lui pour les protéger, y compris l'anarchiste Blanc, impliqué dans de la confection d'explosifs. Il est absent lors de cette perquisition car il emmène son fils à l'hôpital, ce qui permet à la police d'opérer librement chez lui. Elle ne découvre rien dans un premier temps, puis, dans un second, les policiers mettent la main, sous une importante pile de mâchefer - trois mètres sous la pile, sur un seau contenant sa correspondance, le livret d'ouvrier de Charles, et des tubes vides. Aucun objet clairement explosif n'est trouvé à son domicile.

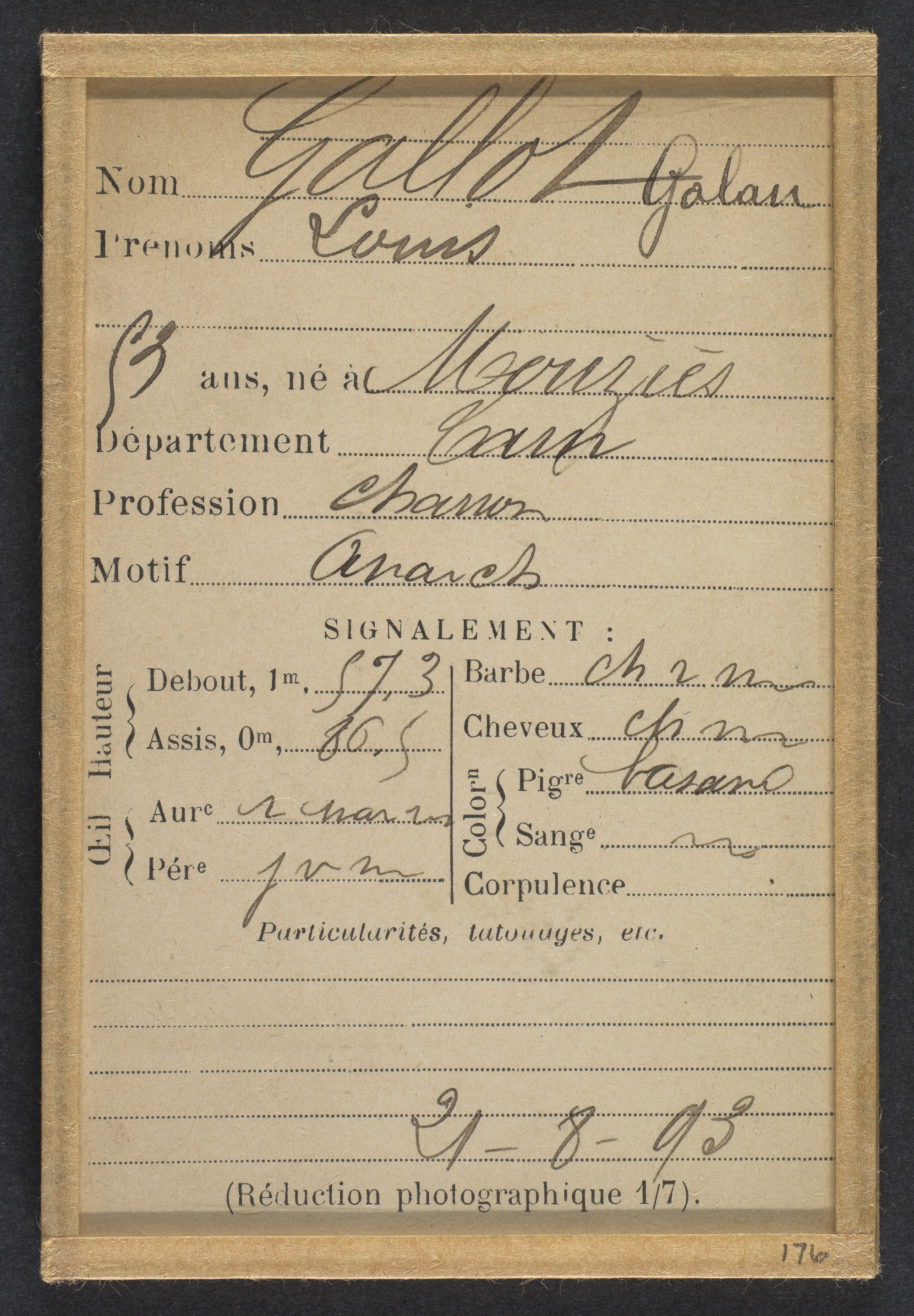
Fiche de Galau chez Bertillon (1893)

Galau écrit à la presse le lendemain pour dénoncer cette perquisition : selon lui, la police aurait effectué une telle action pour faire disparaître les preuves de la violence que subit Jean-Baptiste Foret, un anarchiste arrêté, battu, puis condamné à mort. Celui-ci aurait récupéré son habit couvert de sang et pourrait s'en servir comme pièce à charge contre la police dans un éventuel procès. Il déclare exactement : 
Ce que la police cherchait probablement dans cette perquisition — c’est le linge ensanglanté de Foret condamné à mort, sa chemise qu’il m’a envoyée du Dépôt où les traces des coups de sabre qu’il a reçus au poste sont évidents — elle voulait faire disparaître les pièces à conviction. Foret, traîné au poste par les commerçants qui l’avaient arrêté, ne voulant pas dire son nom, fut attaché les mains derrière le dos et frappé atrocement par les agents, à coups de poings et à coups de sabre pendant que l’un d’eux le tenait par les parties sexuelles. Il a raconté ces faits au tribunal qui n’en a tenu compte. 
L'anarchiste déclare aussi qu'il est prêt à se rendre chez le juge Athalin pour lui réclamer les vêtements de l'un de ses sept enfants qui ont été enlevés par la police si ceux-ci ne sont pas rendus à la famille. Il est arrêté le lendemain de son intervention dans la presse. Quelques jours plus tard, Galau publie un démenti dans la presse sur le fait que son fils serait en fuite - celui-ci est alors impliqué dans le procès de Foret mais sans être en état d'arrestation.

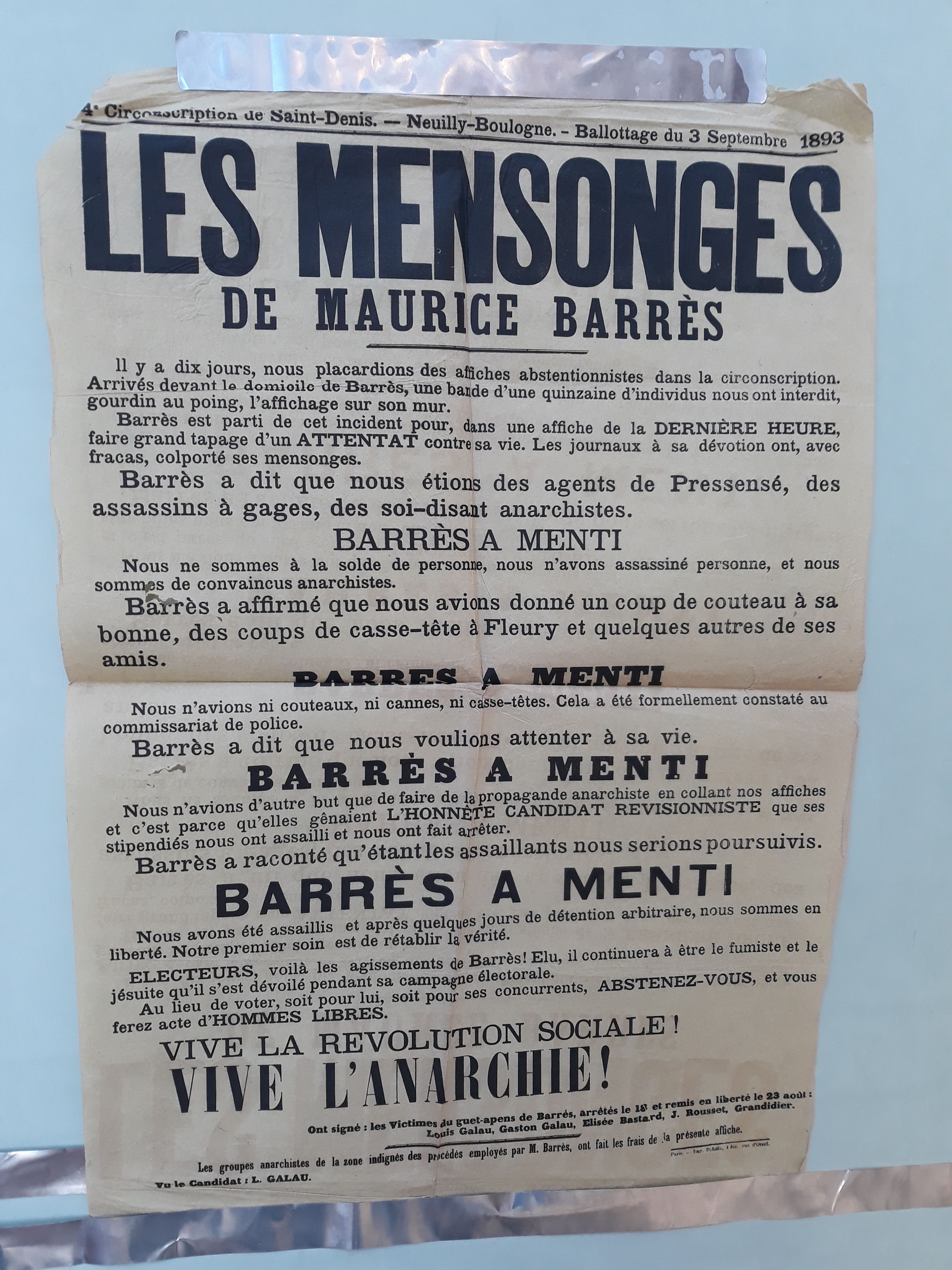
Réponse de Louis Galau et des autres anarchistes impliqués à la plainte des serviteurs de Maurice Barrès et de ce dernier (Archives de Paris D.2 U6 100 - courtoisie dArchives anarchistes)

Avec Henri Étiévant, entre autres, il organise un meeting à Saint-Ouen le 25 juin 1893 contre la peine de mort de Foret,. Le mois suivant, alors qu'il est candidat abstentionniste aux législatives, son fils Gaston Galau est en groupe avec d'autres compagnons, comme Élisée Bastard, lui même candidat abstentionniste aux élections. Le groupe se rend vers l'hôtel particulier occupé par Maurice Barrès, influence de l'extrême droite en France, décidé à coller des affiches et demander une « réparation par les armes », c'est à dire un duel, car une affiche du politicien les aurait insulté. Lorsque les serviteurs de Barrès viennent enlever les affiches qu'ils collent, ils auraient été frappés violemment par les anarchistes avec leurs brosses à colles et possiblement au couteau, bien que ce dernier point soit incertain. En tout cas, Gaston Galau est arrêté et son père, qui figure comme signataire des affiches Le Père Peinard au populo, que le groupe placarde, est arrêté avec lui. L'anarchiste se plaint du fait qu'il est arrêté peu avant les élections, ce qui l'empêche de faire campagne, et demande à être remis en liberté.
Il est arrêté pendant la répression de début 1894 pour association de malfaiteurs et reste plus de trois mois en détention provisoire avant d'être libéré sans poursuites. Un de ses fils et toute la famille proche de ce dernier sont arrêtés le 1er juillet 1894. Galau est quant à lui arrêté de nouveau le 30 novembre 1894, cette fois-ci pour une affaire plus grave, avec ses enfants Gaston, Marguerite et Maurice Galau - tous accusés d'avoir participé à de nombreux cambriolages - il est accusé d'avoir été gérant du Père Peinard, ce qui s'avère être faux. Il est accusé d'avoir aidé les illégalistes Alfred et Émile Spannagel, qui auraient apporté chez lui un coffre-fort d'un cambriolage - Galau l'aurait alors défoncé avant de jeter le coffre dans la Seine, le fleuve qui coule à Paris,.
Galau reste sept mois en détention provisoire, en attendant son procès, au terme duquel il est acquitté, alors que Spannagel est condamné à la déportation à perpétuité au bagne,.
Dans les années suivantes, ses filles et ses fils sont remarqués à Londres et évoluent entre les deux pays. En 1897, son fils Maurice meurt des suites de ses blessures après avoir été frappé par la police, selon le Père Peinard. Il accueille la compagne d'Henri Decamps et leur fille de neuf ans chez lui la même année car Jules Chauveau, qui les héberge et s'occupe d'elles, est mort - Decamps est alors en prison depuis l'affaire de Clichy,.

### Dernières années et mort
En 1906, il est arrêté après avoir invectivé des soldats gardant un dépôt et condamné à trois mois de prison et 100 francs d'amende pour propagande antimilitariste et outrages. À sa sortie de prison, il fait une balade champêtre avec 300 compagnons des banlieues nord. En 1912, il essaie de retrouver certains de ses fils et écrit dans Le Libertaire: 
Le camarade Louis Galau demande l’adresse de ses deux fils, lesquels se trouvent actuellement dans l’Amérique du Nord. Le camarade Grenier, qui était venu pour me voir, connaît cette adresse. Je lui serai obligé de me la transmettre au Libertaire.
Louis Galau meurt le 31 janvier 1924 à Épinay-sur-Orge,.

## Postérité

### Photographie policière
Sa photographie policière fait partie des collections du Metropolitan Museum of Art (MET).